# 谷戸川
谷戸川（やとがわ）は、東京都世田谷区内を流れる河川。幹川水路長は3.5キロメートル。河川法適用外の公共溝渠である。

## 概要

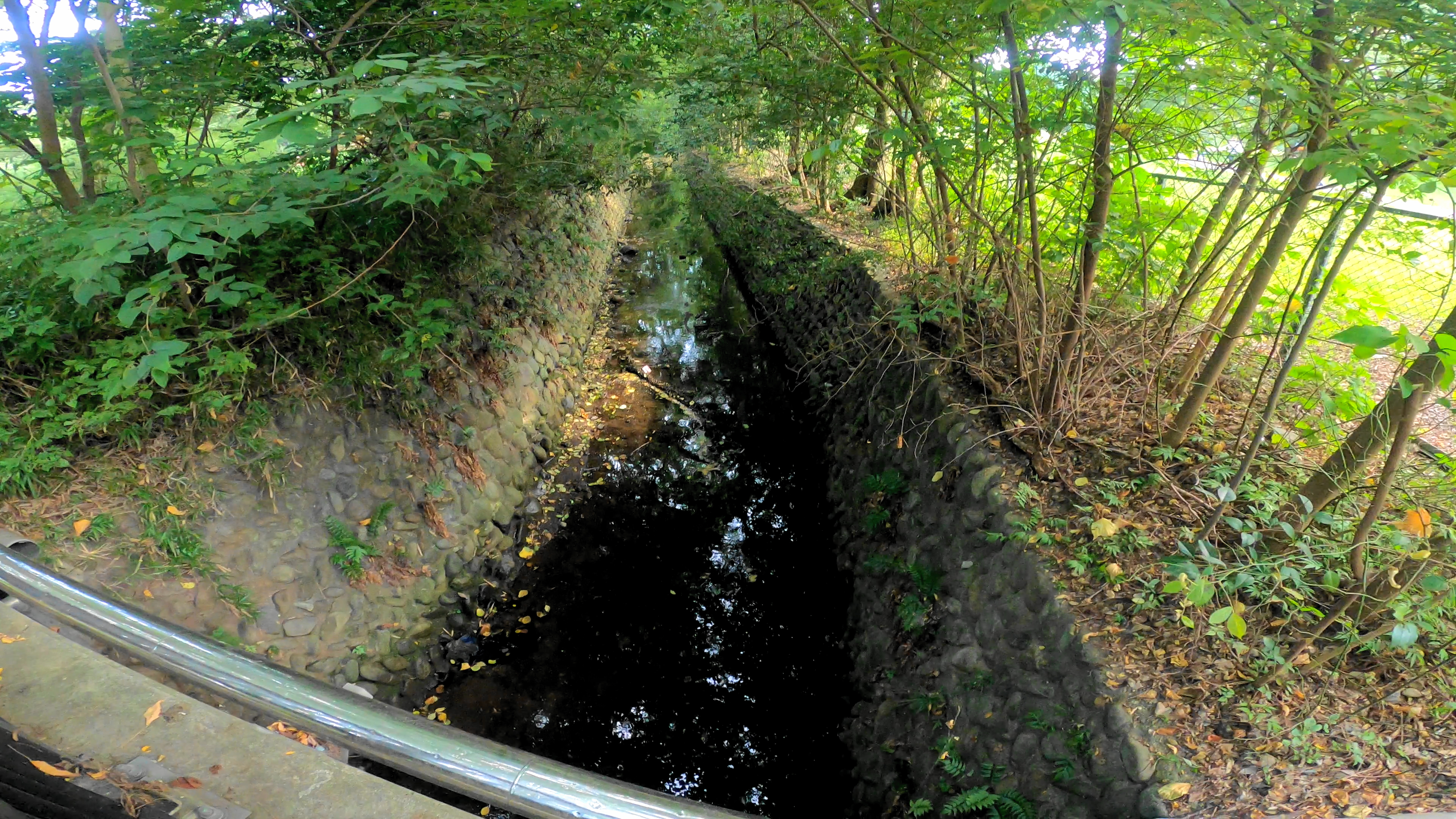
砧公園内の流れ

世田谷区千歳台二丁目付近に源を発し、小田急線を渡るまでは暗渠を南に流れる。祖師ヶ谷大蔵駅周辺からは一部を除いて開渠となり世田谷区立山野小学校の西を通過する。さらに砧公園を南北に貫流して世田谷区岡本に入ると、近隣の仙川から取水・浄化された水が加わる。岡本二丁目で丸子川に合流する。
合流点の手前の静嘉堂緑地北側には、世田谷区によって親水公園が整備されている。
谷戸川浄化施設は1995年、手づくり郷土賞（自然部門）受賞。

## 橋梁
- 一之橋
- 稲荷橋
- 谷川橋
- 横根橋